# 戈里亚诺西科利
戈里亚诺西科利（義大利語：Goriano Sicoli），是意大利阿奎拉省的一个市镇。总面积21.75平方公里，人口614人，人口密度28.2人/平方公里（2009年）。ISTAT代码为066047。